# Phyllosphingia hoenei
Phyllosphingia hoenei är en fjärilsart som beskrevs av Clark 1937. Phyllosphingia hoenei ingår i släktet Phyllosphingia och familjen svärmare. Inga underarter finns listade i Catalogue of Life.